# Jealousy (Martin Solveig)
Jealousy è un singolo del disc jockey francese Martin Solveig pubblicato l'8 maggio 2006 come secondo estratto dall'album Hedonist.

## Tracce
CD singolo
1. Jealousy (Edit Version) – 3:20
2. Jealousy (Album Version) – 5:17

Extras:
Jealousy (Video) - 3:47

Interview Martin Solveig - Lee Fields

## Classifiche
| Classifica (2006) | Posizione massima |
| ----------------- | ----------------- |
| Belgio (Fiandre)  | 30                |
| Belgio (Vallonia) | 40                |
| Francia           | 36                |
| Italia            | 29                |
| Regno Unito       | 62                |
| Spagna            | 8                 |
| Svizzera          | 60                |